# ونکرز کورنر (اورگن)
ونکرز کورنر (به انگلیسی: Wankers Corner) یک منطقهٔ مسکونی در ایالات متحده آمریکا است که در شهرستان کلاکاماس، اورگن واقع شده‌است.